# James Van Allen
Pour les articles homonymes, voir Van Allen.
James Van Allen, né le 7 septembre 1914 à Mount Pleasant (Iowa) et mort le 9 août 2006 à Iowa City, est un physicien et astronome américain connu pour ses études des propriétés des confins de l'atmosphère, notamment les propriétés magnétiques. Il a donné son nom aux ceintures de Van Allen. Il participe aux programmes spatiaux américains Explorer 1, Explorer 3, and Pioneer 3.

## Études
Van Allen nait le 7 septembre 1914 dans une petite ferme située près de Mount Pleasant dans l'Iowa. ll fait ses études à l' Iowa Wesleyan College (1935), puis à l'université de l'Iowa où il obtient une licence en sciences (1936) puis un doctorat (1939).

## Avant et durant la Seconde Guerre mondiale
James Van Allen est engagé par Département du magnétisme terrestre de l'Institut Carnegie à Washington où il étudie la photodésintégration. En 1942, il entre au laboratoire de physique appliquée de l'université Johns-Hopkins où il travailla au développement de tubes à vide. Il contribue également à développer les fusées de proximité utilisées par les munitions des canons anti-aériens  mis en œuvre par la Marine de guerre américaine. Au printemps 1942, il est nommé officier et est envoyé dans le Pacifique pour tester et mettre au point ces détonateurs.

## Études de la haute atmosphère
À la fin de la guerre, il retourne à la vie civile et commence à faire des recherches sur la haute atmosphère notamment sur les rayons cosmiques. Il utilise des fusées-sondes pour étudier celle-ci ce qui l'amène à faire connaissance des principaux spécialistes des fusées comme William H. Pickering, un ingénieur néo-zélandais devenu au Jet Propulsion Laboratory un spécialiste des télémesures des fusées (guidage et contrôle des données), et Wernher von Braun responsable de l'équipe développant les missiles balistiques de l'Armée de Terre. En 1951 il devient professeur et directeur du département de physique et d’astronomie de l’Université de l'Iowa. 

## Contributions au programme spatial américain
La carrière de James Van Allen prend un nouveau tournant au début des années 1950 lorsqu'il propose avec plusieurs autres scientifiques américains de lancer un satellite scientifique dans le cadre du programme de recherche de l'année géophysique internationale de 1957-1958. Faisant suite au succès soviétique de Spoutnik 1 et à l'embarrassant échec de la première tentative américaine, le lancement de Explorer 1, l'engin proposé par Van Allen, fut approuvé. Explorer 1 effectua sa mission le 1er février 1958 et rapporta une grande quantité d'importantes données scientifiques qui permirent de montrer que la Terre est entourée de ceintures de radiation, qu'on appelle aujourd'hui les ceintures de Van Allen. Ce fut la première découverte majeure de l'ère spatiale. Par la suite il développe avec son équipe de nombreux instruments scientifiques embarqués à bord des missions spatiales : ceux-ci sont présents à bord des quatre premiers satellites du programme Explorer, des premières sondes spatiales Pioneer et de certaines sondes spatiales du Programme Mariner.

## Fin de vie
Il prend sa retraite en 1985 et devient professeur émérite après avoir été à la tête du département de physique et d'astronomie depuis 1951. En 1989, il reçut le prix Crafoord pour ses travaux. En 1994, il reçoit le prix Gerard-P.-Kuiper. Il décède le 9 août 2006 à l'âge de 91 ans. Son épouse est décédée en 2008.

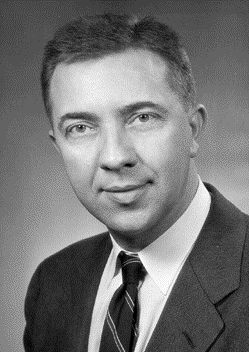
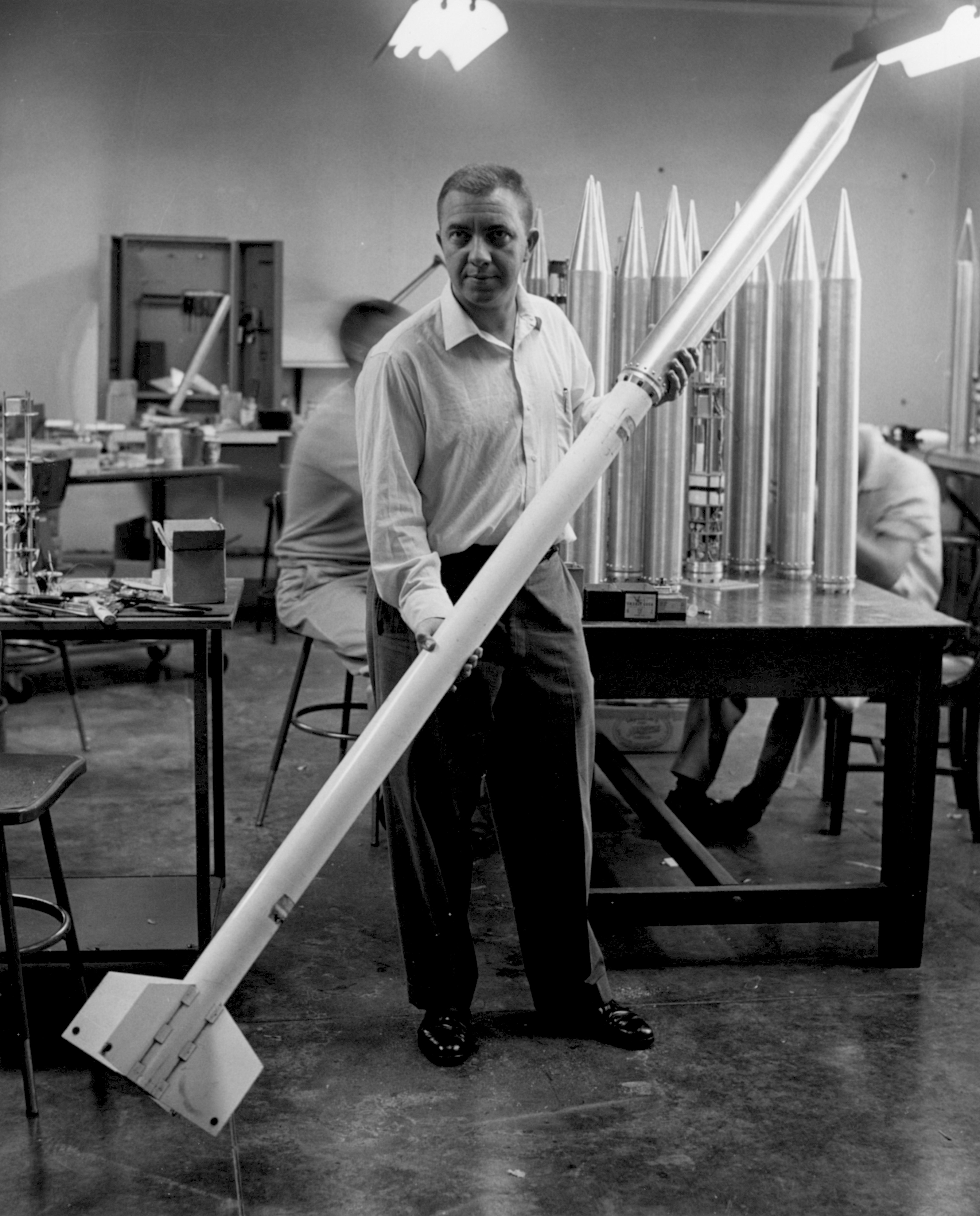
Van Allen tient une fusée-sonde Rockoon utilisée pour étudier la haute atmosphère
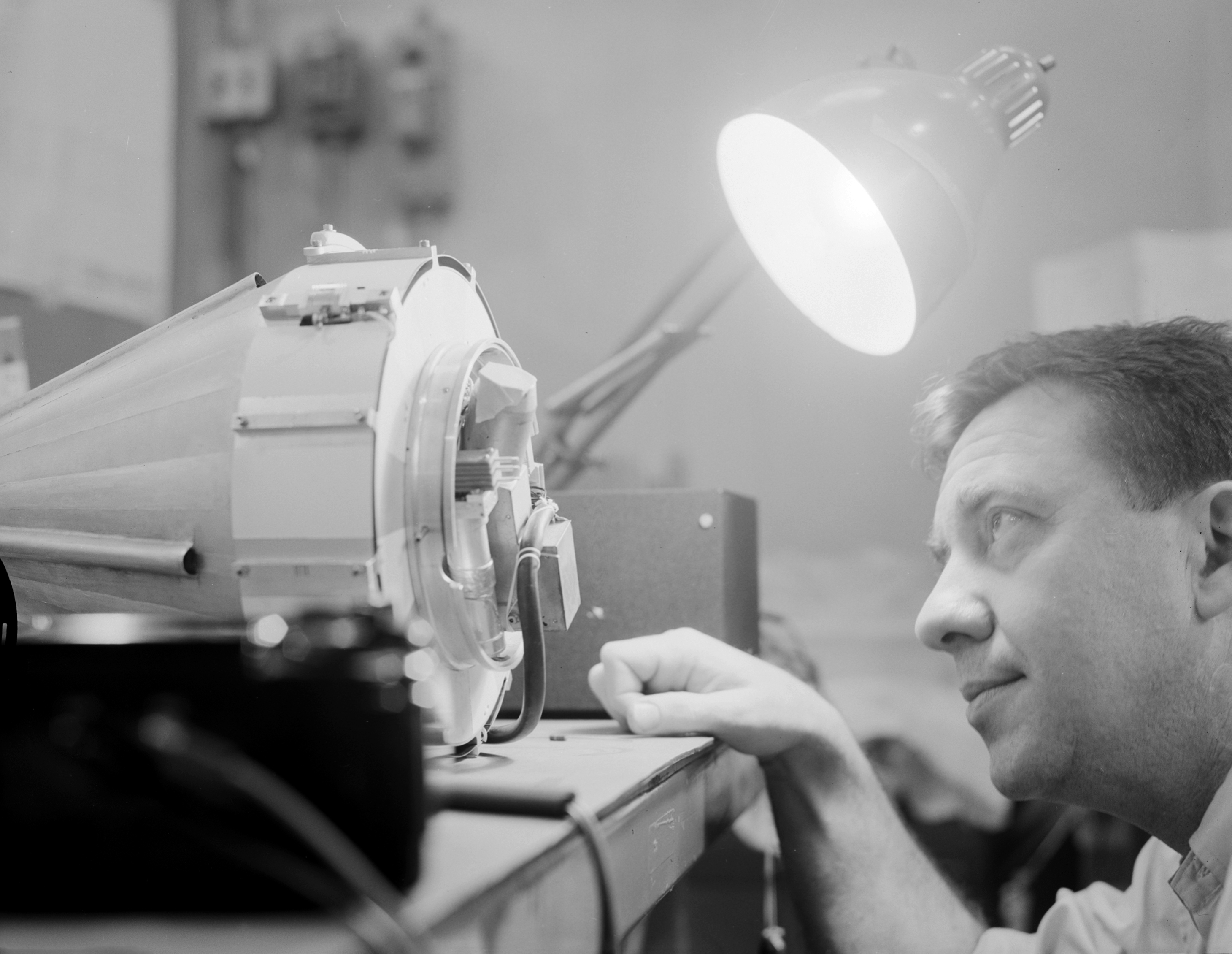
Van Allen examine la charge utile d'une sonde spatiale Pionneer (1959)
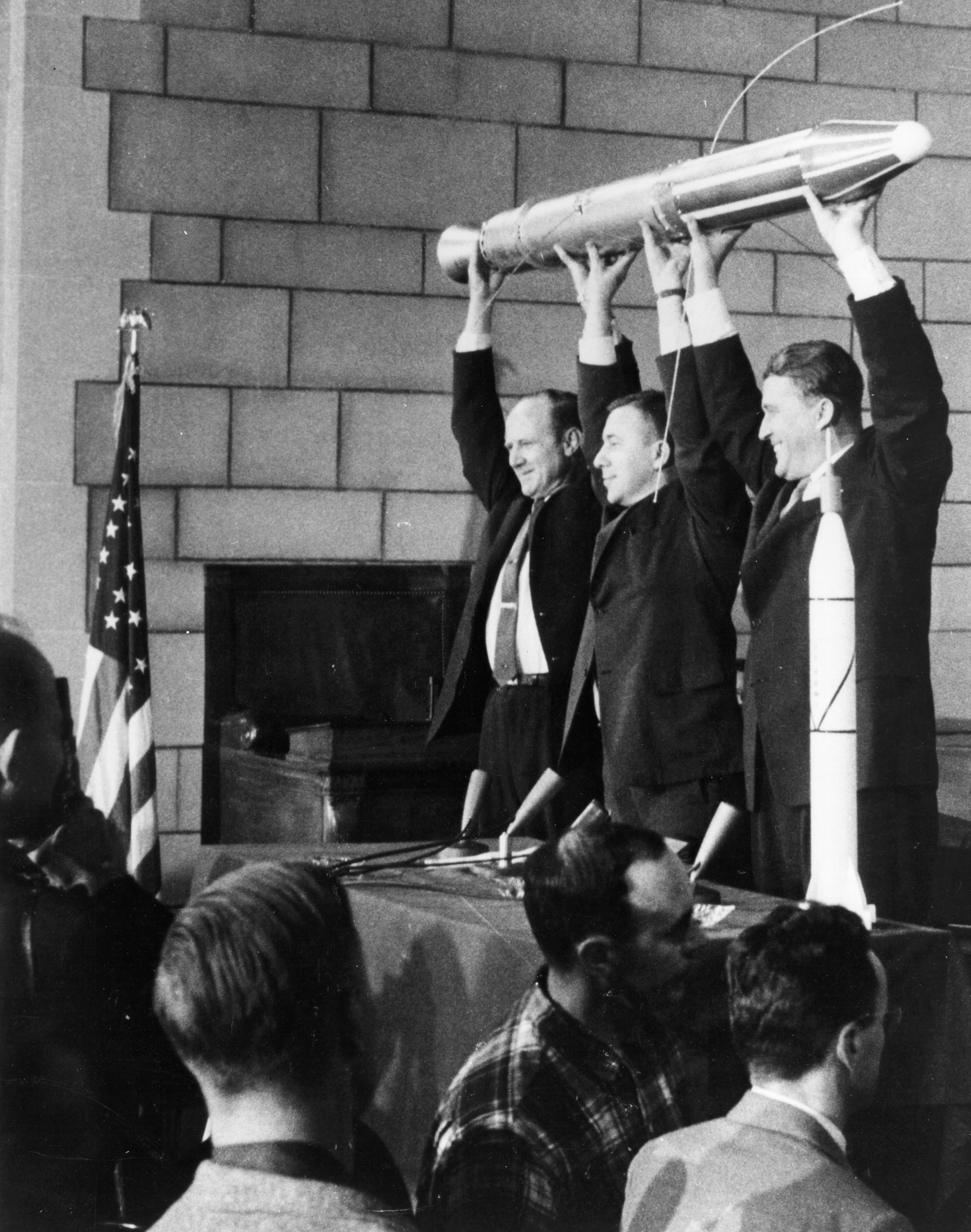
Van Allen encadré par Pickering et von Braun soulève une réplique du premier satellite artificiel américain Explorer 1 durant une conférence de presse tenue immédiatement après son lancement